# Alexander von Lüders
Contele Aleksandr Nikolaevici Liders (în rusă Александр Николаевич Лидерс, transliterat: Aleksandr Nikolaevici Liders; n. 14/25 ianuarie 1790, Podolia, Regatul Poloniei⁠(d) – d. 1/13 februarie 1874, Odessa, Imperiul Rus), mai cunoscut sub numele de Alexander von Lüders, a fost un general rus de etnie germană și vicerege al Regatului Poloniei.

## Biografie
Lüders s-a născut într-o familie nobiliară germană care s-a mutat în Rusia la mijlocul secolului al XVIII-lea. Tatăl său, generalul-maior Nikolai Ivanovici von Lüders (1762–1823), a fost comandantul regimentului Breansk în timpul Războaielor Napoleoniene.
Contele Lüders a participat la Războaiele Napoleoniene și a fost grav rănit în Bătălia de la Kulm⁠(d) (1813). S-a distins în timpul Războiului Ruso-Turc (1828–1829). Membru al Armatei Ruse în timpul Revoltei din Noiembrie, a participat la Bătălia de la Varșovia din 1831, conducând trupele care au capturat Wola.
În 1837 a devenit comandantul Corpului 5 Infanterie al Armatei Ruse. În 1843, el și Corpul 5 de Infanterie au luat parte la înăbușirea unei alte revolte împotriva Imperiului Rus, cea a imamului Shamil în timpul Războiului Caucazian. În 1848 a comandat trupele rusești în Moldova și Țara Românească. În 1849 a comandat Corpul 5 trimis în ajutorul Austriei în timpul Revoluției Maghiare din 1848. În 1849, el a învins forțele polono-ungare, aflate sub comanda generalului Józef Bem, în Bătălia de la Albești. În timpul Războiului Crimeii (1854–1856) a comandat Armata de Sud care a operat în regiunea Dunării de mijloc.
Din noiembrie 1861 până în iunie 1862, a ocupat funcția de Namestnik al Regatului Poloniei⁠(d); este amintit ca un supraveghetor brutal, persecutând polonezii și Biserica Catolică. Activitățile sale au contribuit la creșterea tensiunilor care au culminat cu Revolta din Ianuarie (1863), totuși Lüders fusese deja rănit în 1862 în timpul unei tentative de asasinat executate de ofițerul ucrainean Andrii Potebnia (membru al Comitetului ofițerilor ruși din Polonia, care s-a răzbunat pe Lüders pentru executarea camarazilor săi revoluționari) și s-a întors la Sankt Petersburg înainte de răscoală, pentru a deveni unul dintre membrii Consiliului de Stat al Imperiului Rus. După promovarea în Consiliul de Stat, generalul Lüders a primit titlul de conte. Deoarece el nu avea fii, titlul de conte Lüders a fost moștenit apoi de Alexander Weimarn, soțul fiicei lui Lüders, fiind transmis apoi urmașilor lor.